# بارتون مک‌لین
بارتون مک‌لین (انگلیسی: Barton MacLane; ۲۵ دسامبر ۱۹۰۲ – ۱ ژانویهٔ ۱۹۶۹) یک هنرپیشه و فیلم‌نامه‌نویس اهل ایالات متحده آمریکا بود.

## مرگ
مک‌لین در سانتا مونیکا، کالیفرنیا، بر اثر ذات الریه مضاعف درگذشت. 

## گزیدهٔ فیلم‌شناسی
- یه عالمه معجزه (۱۹۶۱)
- گنج‌های سیرا مادره (۱۹۴۸)
- شاهین مالت (۱۹۴۱)
- تو و من (۱۹۳۸)
- مأموران اف‌بی‌آی (۱۹۳۵)
- خشم سیاه (۱۹۳۵)